# Myrmeleon lambkini
Myrmeleon lambkini är en insektsart som beskrevs av Tim R. New 1996. Myrmeleon lambkini ingår i släktet Myrmeleon och familjen myrlejonsländor. Inga underarter finns listade i Catalogue of Life.